# Paul Rumpelt
Paul Max Rumpelt (* 5. Oktober 1909 in Riesa; † 10. Januar 1961) war von 1952 bis 1958 Leiter der für den Strafvollzug zuständigen Abteilung XIV des Ministeriums für Staatssicherheit (MfS), sowie ab 1960 bis zu seinem Tod Leiter der Abteilung XVI (Sicherung Haftanstalten).

## Leben
Der Sohn eines Schlossers schloss 1924 die Volksschule ab und lernte bis 1928 den Beruf des Elektrikers bei den Mitteldeutschen Stahlwerken. Zwischen 1928 und 1930 war er als Arbeiter tätig. Es folgten fünf Jahre ohne festen Erwerb. 1928 trat er dem Kommunistischen Jugendverband Deutschlands und 1933 der KPD bei. Wegen illegalen Waffenbesitzes wurde Rumpelt von der Gestapo verhaftet und zu drei Monaten Gefängnis verurteilt. Anschließend verbrachte er 13 Monate in den KZ Riesa und Hohnstein. Nach seiner Entlassung 1935 arbeitete er bis Kriegsende als Schlosser in den Mitteldeutschen Stahlwerken Riesa, ohne je zur Wehrmacht einberufen zu werden.
1945 trat Rumpelt erneut der KPD bei. Im Auftrag der Partei nahm er einen Posten bei der sächsischen Polizei in Großenhain an. Dort wurde er zunächst Revierleiter, ehe er zum Leiter der Schutzpolizei Riesa ernannt wurde. Bis 1949 brachte er es bis zum Leiter der Volkspolizeikreisämter Dippoldiswalde und Marienberg. Von Oktober 1949 bis Oktober 1950 besuchte Rumpelt einen Lehrgang in der UdSSR. Zum 1. Dezember 1950 erfolgte seine Einstellung beim MfS in Berlin. Dort übernahm er zunächst die Leitung der Abteilung IV (Spionageabwehr) von Werner Kukelski, ehe er 1952 zum Leiter der Abteilung XIV (Untersuchungshaft/Strafvollzug) ernannt wurde. Als solcher war er verantwortlich für die Haftanstalten des MfS. Zu Beginn seiner Tätigkeit erhielt Rumpelt einen Verweis, weil er „als Leiter der Abteilung XIV gröblichst gegen die ihm obliegende Aufsichtspflicht verstoßen“ habe, wodurch „untragbare Zustände in der Strafvollzugsanstalt“ eingetreten seien. Dennoch wurde Rumpelt 1953 zum Oberstleutnant befördert und 1956 zum Büro der Leitung des MfS versetzt. Am 1. März 1960 übernahm er die Leitung der neugegründeten Abteilung XVI (Sicherung der Haftanstalten). Bedingt durch einen schweren Autounfall litt er an gesundheitlichen Problemen. Rumpelt verstarb am 10. Januar 1961 an einer Herz-Kreislauf-Erkrankung und wurde auf dem Zentralfriedhof Friedrichsfelde beigesetzt. Seinen Posten als Leiter der Abteilung XVI übernahm Kurt Zimmermann.